# Surry (Virginie)
Pour les articles homonymes, voir Surry.
Surry est une localité non incorporée et le siège du comté de Surry, dans l’État de Virginie, aux États-Unis. Elle comptait 7 058 habitants en 2010.

## Démographie
| Groupe            | Surry | Virginie | États-Unis |
| ----------------- | ----- | -------- | ---------- |
| Blancs            | 75,0  | 68,6     | 72,4       |
| Afro-Américains   | 22,1  | 19,4     | 12,6       |
| Métis             | 1,6   | 2,9      | 2,9        |
| Autres            | 1,3   | 9,1      | 12,1       |
| Total             | 100   | 100      | 100        |
|                   |       |          |            |
| Latino-Américains | 1,2   | 7,9      | 16,7       |

Selon l'American Community Survey, pour la période 2011-2015, 97,79 % de la population âgée de plus de 5 ans déclare parler l'anglais à la maison, alors que 2,21 % déclare parler l'espagnol.

## Source
- (en) Cet article est partiellement ou en totalité issu de l’article de Wikipédia en anglais intitulé « Surry, Virginia » (voir la liste des auteurs).

1. ↑  (en) « Surry, VA Population - Census 2010 and 2000 », sur censusviewer.com.
2. ↑  (en) « Population of Virginia- Census 2010 and 2000 », sur censusviewer.com.
3. ↑  (en) « Language spoken at home by ability to speak English for the population 5 years and over », sur factfinder.census.gov.